# Maraschia caspica
Maraschia caspica är en fjärilsart som beskrevs av Kusnetzov 1958. Maraschia caspica ingår i släktet Maraschia och familjen nattflyn. Inga underarter finns listade i Catalogue of Life.